# Ho rubato un motivo
Ho rubato un motivo è il primo CD del gruppo musicale e teatrale degli Oblivion, inciso nell'estate 2004.
Il disco contiene brani estratti dall'omonimo spettacolo del gruppo: un omaggio a Rodolfo De Angelis e alla comicità degli anni trenta.

## Cast
Il gruppo: Graziana Borciani, Davide Calabrese, Raoul D'Eramo, Francesca Folloni, Lorenzo Scuda.
Musicisti: Alessio Alberghini (sax e flauto), Alberto Armaroli (batteria), Simone Manfredini (pianoforte), Camilla Missio (contrabbasso), Lorenzo Scuda (chitarra), Mirco Tagliazucchi (tromba e flicorno), Giordano Bruno Tedeschi (trombone e bombardino)

## Tracce
1. Di sera dove andare (Rodolfo De Angelis)
2. Carioca (Rodolfo De Angelis)
3. Ho rubato un motivo (Rodolfo De Angelis)
4. Ich bin ein vamp (Micha Spoliansky)
5. Il mondo che fa (Rodolfo De Angelis)
6. Berenice fa la cantatrice (Rodolfo De Angelis)
7. Addio canzoni americane (Rodolfo De Angelis)
8. M'abbracce (George Gershwin-Fausto Cigliano)
9. Canzone tirolese (Rodolfo De Angelis)
10. Ma cos'è questa crisi (Rodolfo De Angelis)